# Пираисудан
Пираисудан (там. பிறைசூடன்; 6 февраля 1956, Наннилам, Мадрас — 8 октября 2021, Ченнаи) — индийский поэт-песенник, сочинявший тесты для песен в тамильских фильмах. Трёхкратный лауреат кинопремии штата Тамил-Наду.

## Биография
Родился 6 февраля 1956 года в Нанниламе (ныне штат Тамилнад). У него было семь братьев и две сестры. Один из его младших братьев — оператор Р. Мадхи.
Пираисудан дебютировал в кино, написав текст песни «Rasathi Rosapoo» на музыку М. С. Вишванатана для фильма Sirai в 1984 году. Впоследствии он написал почти 1500 песен для более чем 400 фильмов. Среди его наиболее известных работ «Meenamma Meenamma» из Rajadhi Raja (1989), «Aattama Therottama» из Captain Prabhakaran (1991), «Vethala Pota Shokula» из Amaran (1992), «Nadanthal Irandadi» из Chembaruthi (1992) и «Rasiga Rasiga» из Star (2001). Помимо песен для фильмов, он написал несколько титульных песен для сериалов, сотни религиозных песен, а также ряд литературных произведений. В последний раз написанные им тексты использовались в фильме 2017 года.
Поэт трижды получал кинопремию штата Тамил-Наду: за «Sola Pasunkiliye» из En Rasavin Manasile в 1991, за песни из Thayagam в 1996 и из Neeyum Naanum в 2010 годах.
Кроме литературной деятельности Пираисудан был ведущим нескольких дискуссионных шоу и играл эпизодические роли в кино. Он также был секретарём Ассоциации писателей Южной Индии, представлял тамильскую музыкальную киноиндустрию в Индийском обществе прав на исполнение и вошёл в состав жюри, выбиравшего фильм, который будет представлять страну на «Оскаре 2022».
Поэт скончался 8 октября 2021 года в своём доме в Ченнаи. У него остались жена и двое детей. Его сын Дхая Пираисудан сочиняет музыку для фильмов на тамильском языке.